# Élections territoriales de 2022 à Saint-Barthélemy
Les élections territoriales de 2022 à Saint-Barthélemy ont lieu le 20 mars 2022 afin de renouveler les dix-neuf membres du conseil territorial de la collectivité d'outre-mer française de Saint-Barthélemy.
Saint-Pierre-et-Miquelon, Wallis-et-Futuna, et Saint-Martin sont également appelés simultanément aux urnes pour élire leurs nouveaux conseils territoriaux.
La liste Saint-Barth d'abord de Romaric Magras, arrivée en tête au premier tour, est battue au second par Unis pour Saint-Barthélemy, menée par Xavier Lédée, après sa fusion avec la liste arrivée troisième, Saint-Barth Action-Équilibre, d'Hélène Bernier.

## Contexte
Les élections territoriales de mars 2017 voient la victoire de la liste Saint-Barth d'abord conduite par Bruno Magras, qui l'emporte dès le premier tour en réunissant la majorité absolue des suffrages exprimés et les voix de plus de 25 % des inscrits, alors même qu'une mise en ballottage était cette fois-ci jugée plus probable. Bruno Magras remporte ainsi un troisième mandat à la tête du conseil territorial,.
Bruno Magras annonce le 10 février 2022 dans une tribune officielle son départ de la vie politique, renonçant ainsi à se porter candidat à sa réélection après avoir passé 27 ans à la tête de Saint-Barthélemy, d'abord comme maire, puis comme président du conseil territorial. Son petit-cousin Romaric Magras prend la tête de la liste Saint-Barth D'abord,.

## Mode de scrutin
Le Conseil territorial de Saint-Barthélemy est composé de 19 sièges pourvus pour cinq ans selon un système mixte à finalité majoritaire : il s'agit d'un scrutin proportionnel plurinominal combiné à une prime majoritaire d'un tiers des sièges attribuée à la liste arrivée en tête, si besoin en deux tours de scrutin. Les électeurs votent pour une liste fermée de 22 candidats, sans panachage ni vote préférentiel. Les listes doivent respecter la parité en comportant alternativement un candidat de chaque sexe.
Au premier tour, la liste ayant obtenu la majorité absolue des suffrages exprimés et un nombre de suffrages égal au quart des électeurs inscrits remporte la prime majoritaire, soit sept sièges. Les sièges restants sont alors répartis à la proportionnelle selon la règle de la plus forte moyenne entre toutes les listes, y compris celle arrivée en tête.
Si aucune liste n'a recueilli la majorité absolue, un second tour est organisé entre toutes les listes ayant obtenu au moins 10 % des suffrages exprimés au premier tour. Les listes ayant obtenu au moins 5 % peuvent néanmoins fusionner avec les listes pouvant se maintenir. Si une seule voire aucune liste n'a atteint le seuil requis de 10 %, les deux listes arrivées en tête au premier tour sont qualifiées d'office. Après dépouillement des suffrages, la répartition des sièges se fait selon les mêmes règles qu'au premier tour, les seules différences étant que la prime majoritaire est attribuée à la liste arrivée en tête qu'elle ait obtenu ou non la majorité absolue et les voix de 25 % des inscrits, et que la répartition des sièges n'a lieu qu'entre les partis en lice au second tour,,.

## Résultats
|                          |                              |                          |              |              |             |             |        |               |  |  |  |  |  |  |
| Listes                   | Listes                       | Têtes de liste           | Premier tour | Premier tour | Second tour | Second tour | Sièges | +/-           |  |  |  |  |  |  |
| Listes                   | Listes                       | Têtes de liste           | Voix         | %            | Voix        | %           | Sièges | +/-           |  |  |  |  |  |  |
|                          | Saint-Barth d'abord          | Romaric Magras           | 1 625        | 46,15        | 1 905       | 49,16       | 6      | 8             |  |  |  |  |  |  |
|                          | Saint-Barth Action-Équilibre | Hélène Bernier           | 953          | 27,07        | 1 970       | 50,86       | 13     | 9             |  |  |  |  |  |  |
|                          | Unis pour Saint-Barthélémy   | Xavier Lédée             | 943          | 26,78        | 1 970       | 50,86       | 13     | 9             |  |  |  |  |  |  |
|                          |                              |                          |              |              |             |             |        |               |  |  |  |  |  |  |
| Suffrages exprimés       | Suffrages exprimés           | Suffrages exprimés       | 3 521        | 98,10        | 3 875       | 98,65       |        |               |  |  |  |  |  |  |
| Votes blancs ou nuls     | Votes blancs ou nuls         | Votes blancs ou nuls     | 68           | 1,90         | 53          | 1,35        |        |               |  |  |  |  |  |  |
| Total                    | Total                        | Total                    | 3 589        | 100,00       | 3 928       | 100,00      | 19     | en stagnation |  |  |  |  |  |  |
| Abstention               | Abstention                   | Abstention               | 1 726        | 32,47        | 1 388       | 26,17       |        |               |  |  |  |  |  |  |
| Inscrits / Participation | Inscrits / Participation     | Inscrits / Participation | 5 315        | 67,53        | 5 316       | 73,83       |        |               |  |  |  |  |  |  |

## Analyse
Contrairement à 2017, un second tour s'avère nécessaire, la liste sortante Saint Barth d'abord n'ayant pas réunie la majorité absolue.
Les listes d'opposition Saint-Barth Action-Équilibre et Unis pour Saint-Barthélémy, arrivées respectivement en deuxième et troisième place, fusionnent sous l'égide de Xavier Lédée, tête de liste d'Unis pour Saint-Barthélémy, qui l'emporte au deuxième tour.